# Lophocolea contortuplicata
Lophocolea contortuplicata là một loài Rêu trong họ Lophocoleaceae. Loài này được (Nees & Mont.) Fulford mô tả khoa học đầu tiên năm 1976.